# Horst David
Horst David (* 22. November 1938 in Breslau; † 8. November 2020 in Straubing) war ein deutscher Serienmörder. Die Aufklärung seines Mordes an der Prostituierten Fatima Grossart gilt als Meilenstein der deutschen Kriminalgeschichte, weil es hier erstmals gelang, eine fast 20 Jahre zurückliegende Tat mit Hilfe des automatisierten Fingerabdruckidentifizierungssystems aufzuklären.

## Leben
1944 wurde Horst David, mit einem Namensschild um den Hals, allein auf dem Bahnhof im bayerischen Hof aufgefunden. Er kam in ein Kinderheim. 1948 konnte der Suchdienst des Roten Kreuzes die Mutter in Cuxhaven ermitteln. Zu einer Begegnung zwischen beiden kam es jedoch nicht.
David lebte nach abgeschlossener Malerlehre als angestellter Maler in Hainsacker bei Regensburg. 1963 heiratete er und bekam mit seiner Ehefrau zwei Söhne. Zeitweise blieb er tagelang von zu Hause weg. Diese Zeiten verbrachte er in München und Hamburg und vermutlich noch in weiteren deutschen Großstädten, wo er viel Geld für Frauen ausgab. Seine Familie befand sich deshalb in finanziellen Schwierigkeiten. Nach der Kündigung seiner Anstellung und der Trennung von seiner Frau zog er 1984 nach Regensburg und lebte von Sozialhilfe.

## Die Morde
Am 22. August 1975 ermordete er während eines seiner Ausflüge in München Waltraud Frank und zwei Tage später Fatima Grossart. Die beiden Prostituierten wurden erwürgt und ihre Wohnungen durchsucht. Später gab David an, er sei mit beiden Opfern in Streit geraten, weil sie für ihre Dienste mehr Geld verlangt hätten, als vereinbart gewesen sei.
Achtzehn Jahre nach den Morden in München, am 7. September 1993, fand man Davids Nachbarin Mathilde Steindl erwürgt in ihrer Wohnung auf. Die Polizei, die David als Hauptverdächtigen in das Ermittlungsverfahren einbezogen hatte, nahm ihn fest, nachdem sie Fingerabdrücke von ihm in der Wohnung der Toten gefunden hatte. Es kam aber nicht zu einer Verurteilung, weil sich David offenbar zeitweise berechtigt in der Wohnung seiner Nachbarin aufgehalten hatte.
Seine Fingerabdrücke wurden von der Polizei routinemäßig an das Bayerische Landeskriminalamt übersandt. Das damals noch neue „Automatisierte Fingerabdruckidentifizierungssystem“ (AFIS) erkannte 1994 eine Übereinstimmung mit neunzehn Jahre zuvor bei der toten Fatima Grossart gesicherten Fingerabdrücken.
In den folgenden polizeilichen Vernehmungen gab David zunächst an, im August 1975 nicht in München gewesen zu sein und auch keine Prostituierten besucht zu haben. Erst als er mit den Beweisen konfrontiert wurde, gab er die Tötung der zwei Prostituierten zu und räumte später noch weitere Morde ein. Neben dem an seiner Nachbarin gestand er auch die folgenden:
- am 12. April 1981 an der 59-jährigen Rentnerin Barbara Ernst
- am 26. Januar 1983 an der 67-jährigen Rentnerin Martha Lorenz
- am 27. Oktober 1984 an der 70-jährigen Rentnerin Maria Bergmann
- am 12. Januar 1992 an der 84-jährigen Rentnerin Kunigunda Thoss

Die drei Opfer aus den Jahren 1981 bis 1984 wollten ihn als Hilfskraft für die Renovierung ihrer Wohnungen engagieren, weigerten sich jedoch, ihm Geld zu leihen beziehungsweise Vorschüsse zu zahlen. Kunigunda Thoss hatte ihm offenbar nach und nach über 20.000 D-Mark geliehen. Drei der Todesfälle wurden bis zum Geständnis von Horst David nicht als Morde erkannt, weil er die Leichen so drapierte, dass von Haushaltsunfällen ausgegangen wurde.
David hat sieben Taten gestanden. In allen Fällen spielten nach Aussage des damaligen Ermittlers Josef Wilfling finanzielle Aspekte eine Rolle. Man nimmt an, dass er noch weitere Morde begangen hat. Dafür sprechen unter anderem das ungewöhnlich hohe Alter bei der ersten bewiesenen Tat und seine tagelangen Ausflüge. Josef Wilfling äußerte, der kurze Zeitraum zwischen den beiden ersten Taten, die näheren Umstände und sein Verhalten würden darauf hindeuten, dass David damals bereits über diesbezügliche Erfahrung verfügte.
Im Dezember 1995 verurteilte das Landgericht München I Horst David zu lebenslanger Haft. Er verstarb nach rund 25 Jahren Haft in der Justizvollzugsanstalt Straubing.

## Filme
- Der Mann, dem die Frauen vertrauten – Der Serienmörder Horst David. Regie: Walter Harrich (ARD, 2008), mit Ulrich Tukur und anderen (Dokumentarfilm mit Spielszenen und Interviews). Horst David bei IMDb

- Ermittler! Mehrfachtätern auf der Spur. Buch & Regie: Sherif Hafzalla, Britta Marks und Yann Thönnessen (ZDFinfo, 2018), (Dokumentarfilm mit Spielszenen und Interviews).